# Xã Davis, Quận Starke, Indiana
Xã Davis (tiếng Anh: Davis Township) là một xã thuộc quận Starke, tiểu bang Indiana, Hoa Kỳ. Năm 2010, dân số của xã này là 1.043 người.